# کاریکود
کاریکود یک مکان در محدوده کولام و در ایالت کرالا است. این ناحیه در نزدیکی ۵ کیلومتری مرکز شهر کولام واقع گردیده است. همچنین این محل جزو قسمت بیست و سوم زیر نظر شرکت کولام می باشد. 

## اهمیت
کاریکود منطقه ای است که پیش از آن قسمتی از پنچایات کیلیکولور بود. بعد از آن در سال ۲۰۰۰، درست هنگامی که شهرداری کولام به یک شرکت گسترده دگرگون شد، کیلیکولور و کاریکود به شرکت کولام پیوستند.